# Etnocacerismus

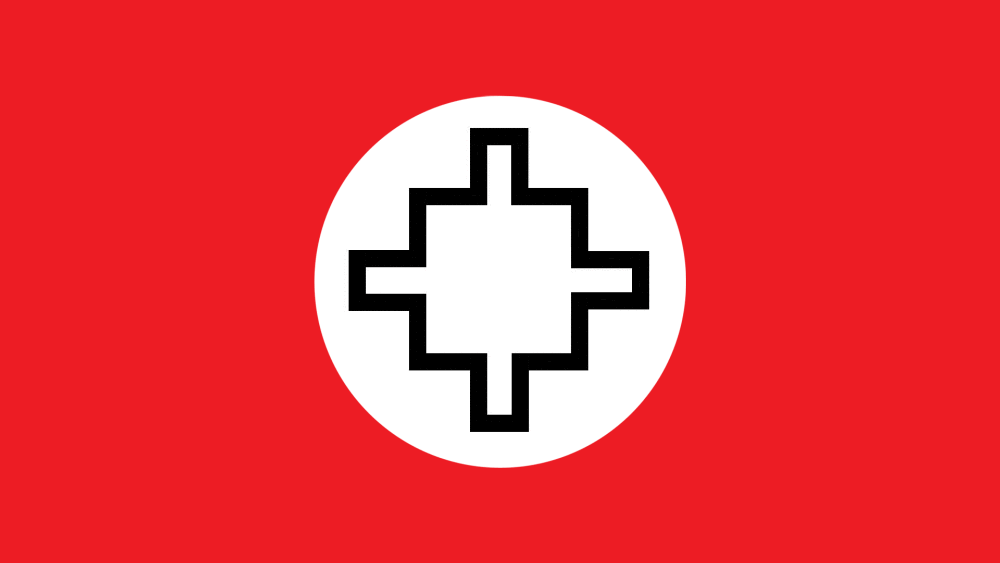
Flagge der Etnocaceristen

Movimiento Etnocacerista oder latinisiert Etnocacerismus ist eine ethnonationalistische politische Strömung in Peru, die in der ersten Hälfte der 2000er Jahre einen gewissen Einfluss ausübte.

## Name
Die etnocaceristas benennen sich nach dem Kriegshelden und Staatspräsidenten Andrés Avelino Cáceres, der im 19. Jahrhundert eine Guerilla-Bewegung gegen die chilenischen Besatzer im Salpeterkrieg leitete.

## Ideologie und Forderungen
Die Bewegung bezieht sich auf die Abstammung der „echten“ Peruaner von den indigenen Völker Südamerikas, insbesondere von den Inka und setzt sich von den Nachkommen der europäischen, asiatischen und kreolischen Einwanderer ab.
Die Strömung fordert mehr Rechte für die indigene Bevölkerung unter Rückbesinnung auf die Inka und verlangt – damit einhergehend – die politische und wirtschaftliche Entmachtung der von den europäischen Eroberern abstammenden Eliten des Landes. Man verwehrt sich vehement gegen jedwede ausländische Einmischung in peruanische Angelegenheiten, speziell gegen solche des alten „Rivalen“ Chile. Zudem fordert man unter anderem eine Verstaatlichung der Schlüsselindustrien und eine Legalisierung des Koka-Anbaus.

## Geschichte
Isaac Humala Núñez, der Vater des Majors Antauro Humala und seines Bruders Ollanta Humala, gilt als Begründer der Bewegung des Etnocacerismus. Seine Söhne waren an dem gescheiterten Putsch gegen den diktatorisch regierenden Präsidenten Alberto Fujimori im Oktober 2000 beteiligt. Die meisten Anhänger waren ebenfalls ehemalige Soldaten und Offiziere der peruanischen Armee. Viele von ihnen hatten gegen die terroristischen Organisationen Perus (Sendero Luminoso und Movimiento Revolucionario Túpac Amaru) gekämpft und / oder die Grenzkonflikte mit Ecuador in den 1980er und 1990er Jahren miterlebt.
Antauro Humala unternahm im Januar 2005 in Andahuaylas einen dilettantisch geplanten Putschversuch, den er als „Marcha de Remembranza Etnocacerista“, als „Etnocaceristischen Marsch der Erinnerung“ (nämlich an den Putsch von 2000), bezeichnete. Dafür wurde er 2009 zu 25 Jahren Haft verurteilt.
Der Putschversuch entzweite die Brüder Antauro und Ollanta Humala. Ollanta Humala distanzierte sich vom Putschversuch und von einigen Inhalten des Etnocacerismus. Er gründete mit anderen im Oktober 2005 den Partido Nacionalista Peruano (PNP, Nationalistische Partei Perus) und trat bei der Wahl 2006 als Spitzenkandidat für das Präsidentenamt an. Er wurde von den meisten Etnocaceristen unterstützt, verlor jedoch in der Stichwahl mit 47,47 % der Stimmen. 2011 wurde er zum Präsidenten Perus gewählt.
Nach dem Putschversuch vom Januar 2005 verlor die Bewegung einen Großteil ihrer Anhänger aus den Reihen der (ehemaligen) Armeeangehörigen. Einige schlossen sich dem Partido Nacionalista Peruano (PNP) an.

## Kritik
Der Etnocacerismus steht, speziell seitens der Linken, die ansonsten einige Punkte der Bewegung unterstützt, in der Kritik. Im Gegensatz zu den politischen Bewegungen hinter z. B. Evo Morales werde nicht eine Gleichberechtigung der Indios bzw. aller Menschen angestrebt. Stattdessen, so die Kritiker, predigten die etnocaceristas die Überlegenheit der raza cobriza, der „bronzenen Rasse“, und damit einen „umgedrehten Rassismus“ („segregación inversa“ und „racismo al revés“).